# Grethe Ingmann
Grethe Ingmann (nata Grethe Clemmensen; Copenaghen, 17 giugno 1938 – Frederikssund, 18 agosto 1990) è stata una cantante danese.
Faceva parte di un duo musicale assieme al marito, il chitarrista Jørgen Ingmann. La coppia si incontrò nel 1955, si sposarono nel 1956 e divorziarono nel 1975.
Assieme hanno partecipato al Dansk Melodi Grand Prix che permetteva al vincitore l'accesso all'Eurovision Song Contest 1963 che hanno poi vinto cantando Dansevise scritta da Otto Francker e Sejr Volmer-Sørensen.